# Хасиенда
Хасиенда или асиенда в Испанска Америка (и Испания) е обширно по площ имение с високо организирана стопанска дейност с предимно земеделски характер, състоящо се от голям парцел земя, пътища, основна сграда на собствениците и жилищни постройки за работниците както и стопански постройки, обори, плевни, складове, работилници и други. В Латинска Америка се среща и терминът латифундия, който се отнася до пред-индустриална форма на хасиендата.
„Хасиенда“ е испанска дума, произлизаща от глагола hacer – правя. (на испански: hacienda/aˈsjenda/, (същата концепция, но в бившите португалски колонии, се среща и като фазенда, на португалски: fazenda – /faˈzẽdɐ/). В литературата като термин хасиенда е дефинирана още през 18 век; дефиниция се среща в речник на испанския език (Diccionario de Autoridades) от 1734 година. Произходът на тези обширни стопанства се проследява до окупацията на долината на Гуадалкивир в Андалусия от испанците през 14 до 16 век по време на Реконкистата. Освен имение, хасиендата може да бъде плантация, мина или дори фабрика. Много от типичните хасиенди съчетават всичките тези видове дейности. Хасиендите са част от колониалната организация на собствеността върху земята в колониалните владения на Испания и Португалия. Днес те са предимно раздробени и преразпределени, с малки изключения. Макар и ликвидирани, хасиендите оставят дълбоки белези върху аграрните взаимоотношения в тези страни. Забележителни постройки и индустриални новости на бивши хасиенди са превърнати в музеи поради културно-историческата си значимост, особено в регионите присъединени към САЩ.

## История
Системата на хасиендите на Аржентина, части от Бразилия, Чили, Мексико и Вицекралство Нова Гранада – днешните Колумбия и Венецуела, е представлявала система от едри земевладелчески стопанства гарантиращи високо и привилегировано обществено положение на собствениците си. В страните под португалска зависимост като в Бразилия хасиендата се нарича фазенда, по аналогия на испанския – глаголът fazer на португалски означава правя. Хасиендите водят началото си от разпределението на завладените земи и раздаването им от конкистадорите на доверени или проявили се лица. В този смисъл, системата на хасиендите в Мексико води началото си от 6 юли 1529, когато крал Карлос I Испански произвежда Ернан Кортес в ранг маркиз на долината Оахака, давайки му голям участък земя, включващ и целия днешен щат Морелос. Испанската корона дава на Кортес и т.нар. енкомиенда – правото да „…защитава, притежава, и разполага c всички местни жители, намиращи се в земите му“.

## Особености
Хасиендите възникват върху обширните латифундии на колонизираните територии. Най-груб аналог на хасиендата е промишлено-аграрният комплекс от недалечното българско минало. Производството е интензивно и организирано по индустриален модел, с наета работна ръка, машини и надзиратели (капатаси), а собственикът има политически връзки и местна власт .

### Икономическа организация
В Латинска Америка, собственикът на хасиендата се нарича хасендадо(в мн. ч. хасендадоси) или патрон. Изключвайки тесния кръг от приближените на патрона, всички останали са пеони, кампесино (селяни), или ездачи грижещи се за добитъка – вакеро (кравари), познати под името гаучо в Южна Америка. Функциите на пеоните. Думата пеон е станала нарицателна в много страни в Западното полукълбо, за човек без лична тежест. били да работят земята на господаря; те нямали собствени земи. Селяните работели на малки собствени парцели и имали обикновенио някакви задължения към патрона. Хасиендите, които се занимавали с производство на индустриални стоки имали специално изградени цехове, т.нар. макиладори, където обикновено се произвеждали продукти неизискващи голяма прецизност или умения. В Мексиканските хасиенди, където основна дейност било добиване на полезни изкопаеми, хасендадосите били изключително богати.

### Изолирани структури
Обществото на йезуитите притежавали обширна и доходоносна хасиенда Санта Лусия (Santa Lucía) близо до Мексико сити основана през 1576 и просъществувала до изгонването на ордена през 1767. Хасиендата е реконструирана от Хърман Конрад по архивни материали, за да илюстрира как е оперирала и какви са били пеонните и земевладелческите взаимоотношения в изолирано и често географски отдалечено общество. Хасиендите се стремели да са самозадоволени и независими от външни ресурси и продукти. Изключение правели луксозните стоки и предмети, които се внасяли за украса на централните сгради на имението, като били повече показател на високото обществено положение на собственика, отколкото истинска необходимост.

### Система на заплащане на труда
Икономическата система на 18 век е предимно бартерна като нямало особено голяма циркулация на пари. В случаите, когато някой от пеоните или кампесиносите се чувствал онеправдан, нямало арбитраж или апелативен съд. Първа и последна инстанция бил хасендадо. Работниците в хасиендата били обезпечавани в „кредити“, които те могли да използват в своеобразни „магазини“ на територията на самата хасиенда и по такъв начин ставали почти закрепостени към земята .

### Търговски контакти
Хасендадосите организирали пазарни експедиции и карали добитък и стоки до по-голените пазарни центрове. Там закупували стоки за магазините на хасиендата. Луксозните стоки идвали отвън предимно чрез обмяна на продукти от производството на хасиендата и били предназначени за най-тесния кръг приближени на „патрона“. Като пазарен резултат на дейността си хасиендите със селскостопанска насоченост предимно отглеждали добитък. Другата селскостопанска продукция била ограничена до необходимосттите на работниците и собственика както и фураж за добитъка, но не и за продан.

## Конфликти

### Касови и хранителни култури
С развитието на хасиендната система, много от местните жители са доведени до крайна бедност. Огромните площи от плодородна земя са в ръцете на едри земевладелци. За местните жители остават хълмовете или каменисти и безводни терени. Хасендадосите избягват отглеждането на евтините хранителни култури за пазара, като царевица, но се насочват към касови растения (тютюн, памук, захарна тръстика и други), което задължава дребните земеделски стопани да отглеждат зърнените храни и други нишестени растения за собствените си нужди при крайно неблагоприятни условия, зависими от валежи за напояване.

### Маргинализация на селяните
Подобно на феодалните взаимоотношения в Европа, избора на жителите е да са независими селяни, но да живеят в крайна бедност, или да се ориентират към големите хасиенди . Интензификацията на производствените процеси в хасиендите на Чили между 1870 и 1920 води до маргинализиране на дребните стопани и изпадането им в несъстоятелност. Наблюдават се процеси на пролетаризация на селските стопани, превърнати в аграрни работници, начало на профсъюзи и стачки .

### Църквата като едър земевладелец
Католическата църква притежавала чрез църквите или ордените си големи хасиенди и това свързвало интересите на духовенството с тези на земевладелците. В мексиканската история това довело до законите на реформата започнали с отхвърлянето на Антонио Лопес де Санта Ана през 1855 и издаването на редица закони отнемащи земите на църквата и правото да притежава имоти. В Южна Америка хасиендите просъществуват до края на испанската колониална система в началото на 19 век и на места дълго след напускането на испанските земевладелци. На места като Санто Доминго, краят на колониалната система довело до фрагментация на огромните хасиенди на хиляди малки парцели и аграрна революция.

### Навлизане на пазарни отношения
Развитието на паричния обмен и пазарната икономика на капитализма в Аржентина, оставя хасиендите в провинциалната изостаналост на селско „съществуване“ и сравнителна бедност. В съседно Чили, хасиендите се модернизират и претърпяват индустриални реформи, измъквайки ги от феодалното минало. Перуанският опит е по-различен, поради ранното развитие на индустриални производства и разбиване на модела на феодална изолация на хасиендата. Това донякъде било обусловено от предимно планинските терени и от експлоатацията на сребърните залежи на региона.

## Аграрните реформи
След революциите в Америка и Европа в края на 18 и Пролетта на народите през 19 век, колониалните владения на Испания и Португалия не остават незасегнати. В Латинска Америка се започват войни за независимост. Тези обществени събития афектират и аграрните взаимоотношения. Хасиендите остават в по-голямата част на Латинска Америка и в другите колониални владения на Испания под една или друга форма, но постепенно правителствата извършват реформи, за да облекчат напреженията, създали се от неравномерно разпределение на земята и крайното обедняване на населението.
- Мексико. През 1917, по времето на мексиканската революция, Мексико извършва аграрна реформа и разрушава хасиендната система, но хасиендите не изчезват напълно, а се прераждат в по-малки аграрни стопанства на едри земевладелци (каудийоси, на испански: caudillos). Повечето бивши мексикански хасендадоси днес се занимават с други по-доходоносни дейности, но началото на благосъстоянието им се проследява до старите хасиенди. Аграрната реформа не донася очакваната благодат за селските стопани. Стоките, произвеждани от селските стопани са конкурирани от внос и се продават на безценица, което отново води до недоволство и вътрешни конфликти.[11], [12].
- Боливия. Хасиендите на Боливия просъществували до революцията през 1952, водена от Виктор Пас Естенсоро (исп. Victor Paz Estenssoro), която започва масивна аграрна реформа.
- Перу. Хасиендите просъществуват до местната аграрна реформа през 1969 на Хуан Веласко Алварадо, който експроприира земята на едрите собственици и я преразпределя между селяните.
- Филипините. Както и останалите колониални владения на испанската корона и филипинците имат свой вид хасиенди и местни благородници, просъществували повече от 300 години. Макар и днес все още да има сравнително големи хасиенди, опитите на правителството през втората половина на 19 век и началото на 20 век да проведе аграрна реформа, се увенчават с умерен успех.

## В популярната култура
В популярната култура хасиендите са сцена на много теленовели и филми: „Зоро“, „Маската на Зоро“, „Робинята Изаура“ и други. Много често тези изображения на хасиендата са идилични и несъответсващи на грубата реалност и закона за оцеляване. Фокус на такива представи са богатите земевладелци и техния разкошен живот. В американските сериали „Зоро“ за първи път се забелязва критка на тежкото икономическо състояние на селяните под испанско владичество.

## Известни хасиенди
- Сан Хосе Чактун (San Jose Chactún)
- Наполес (Hacienda Napoles)
- Гуачала (Hacienda Guachalá)
- Джашкопоил (Hacienda Yaxcopoil)
- Хурикия (Hacienda Juriquilla)
- Йорба (Yorba Hacienda)
- Мерседита (Hacienda Mercedita)
- Паласио (дворец) Сан Хосе (Palacio San José)
- Хес Темуърт (The Hass Tamworth)